# Página de resultados del buscador

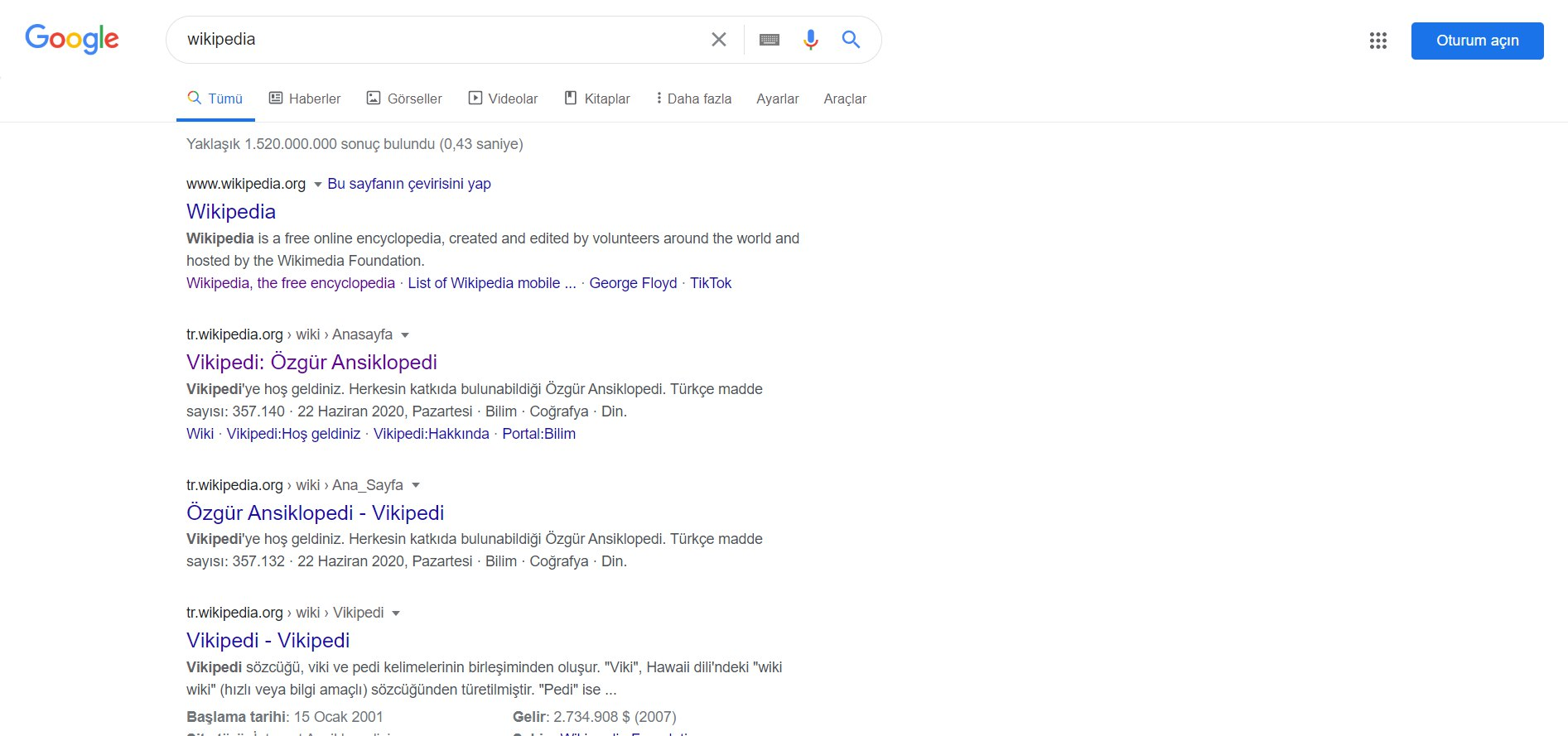
Página de resultados del buscador

SERP (search engine results page o página de resultados del buscador) hace referencia a los resultados que muestra una página de buscador como pueden ser Google, Bing y Yahoo!, entre los más destacados. Generalmente los buscadores muestran unos diez enlaces/sitios web por página de resultados.

## Terminologías usadas
Las formas para referirse a los SERP pueden ser:
- Comprobar las posiciones en los SERP
- Buscar palabras claves keywords en los SERP

## Tipos de SERP
Si bien la página de resultados de búsqueda es una sola, en ella se pueden encontrar dos tipos de SERP, de
- SERP orgánico
- SERP de pago

### SERP orgánico
Son los enlaces, «sitios web», que se visualizan de forma natural. Significa que estos sitios se ganaron su lugar ya sea por mérito propio mediante el posicionamiento SEO o de manera prolongada en el tiempo.
La forma en que se muestran los sitios web en los resultados de búsqueda puede variar en cada buscador, y también dependiendo de los rich snippets que se hayan configurado.

### SERP de pago
El SERP de pago hace referencia a los sitios web que pagan al buscador por aparecer en los primeros lugares sin haber realizado actividades seo o de forma natural. Este método trabaja en forma de subasta donde cada sitio web realiza pujas de precios compitiendo con otros sitios por las mismas palabras claves. El que más paga y en relación con la optimización seo de su sitio, aparecerá primero. El famoso buscador de Google utiliza el sistema AdWords.

## Contenido de los SERP
Dependiendo del buscador, se puede encontrar distinta información sobre el sitio web. Generalmente los datos que se muestran son:
- Título del sitio web, proveniente de la meta etiqueta <title>
- Descripción del sitio web, mediante la etiqueta <descriptión>
- Rich snippets, nuevos microformatos que utilizan los buscadores para ofrecer más datos al usuario como: autor, fecha, valoración, perfil social, foto de autor, etc.

## Actualización de los SERP
Actualmente, el buscador Google y otros, han mejorado lo que se le muestra al usuario en los resultados de búsqueda, con lo que se llama:
- Google Everything
- Búsqueda universal
- Blended Search

Esta nueva forma de mostrar resultados de búsqueda para el término keyword seleccionado por el usuario, muestra más datos sobre dicha búsqueda, generalmente en la parte superior, inferior y derecha del buscador. Tales datos pueden ser:
- Imágenes
- Mapas (Google Maps)
- Publicidad
- Fotos de autor
- Vídeos (YouTube)
- Acontecimientos importantes
- Fotos de famosos

Inclusive Google, actualmente (2014) ha logrado que en ocasiones, el usuario no tenga que salir del buscador para encontrar lo que busca. Por ejemplo para la búsqueda de una definición del diccionario, un sinónimo o antónimo, etc. estos significados se muestran en el buscador logrando que el usuario obtenga la información allí mismo sin necesidad de clickear a algún enlace dado.

## SERP imágenes
Esta página de resultados de búsqueda está destinada exclusivamente a mostrar imágenes de todas las webs que posee en su índice el buscador. Todas las imágenes poseen nombres, por lo que el usuario puede encontrar casi cualquier imagen que esté buscando. Google por su parte, fomenta el uso del atributo alt en las imágenes para que puedan ser encontradas en los SERP de imágenes.
El problema de este SERP, es que ningún buscador puede leer imágenes hasta ahora, por lo cual si el usuario sube a la Internet una pelota de fútbol y de nombre le pone zapato rojo, cuando se realice una búsqueda en la SERP de imágenes con la palabra «zapato rojo», la pelota de fútbol aparecería como resultado también.